# 天祐会
天祐会（てんゆうかい/Tenyuukai）は、千葉県に本拠を置く社会福祉法人。
老人福祉事業、障害者福祉事業、児童福祉事業を経営している。1995年（平成7年）10月創立。2013年（平成25年）7月現在、千葉県内に約10箇所の福祉施設を運営中である。
[老人福祉施設]
1)大佐和苑（おおさわえん）（ケアホーム、デイサービス、在宅介護支援）
2)鋸南苑（きょなんえん）　（特別養護老人ホーム、ショートステイ、デイサービス）
3)天羽苑（あまはえん）　　（グループホーム、デイサービス、サービス付高齢者向け住宅）
4)富士見苑（ふじみえん）　（グループホーム、デイサービス）
5)竜神苑（りゅうじんえん）（特別養護老人ホーム）
6)広尾苑（ひろおえん）　　（特別養護老人ホーム、ショートステイ）
7)請西苑（じょうざいえん）（特別養護老人ホーム、グループホーム、デイサービス）

[児童福祉施設]
1)みらい保育園　（認可保育園、子育て支援室）
2)木更津みらい学舎（学童保育）
3)広尾みらい保育園（認可保育園、子育て支援センター）
4)千葉みらい響の杜学舎（児童養護施設）